# Radio 8
Radio 8 ist ein privater, lokaler Hörfunksender aus Ansbach, der im Jahr 1988 gegründet wurde. Der Betreiber ist die Aktuelle Welle Region 8 Programm- und Werbegesellschaft mbH. Radio 8 spielt Unterhaltungsmusik der letzten vierzig Jahre und informiert über lokale Ereignisse.
Seit 4. Juli 2017 ist das Programm in ganz Mittelfranken und angrenzenden Regionen über DAB+, Kanal 8C zu empfangen.
Das Programm kann im Ansbacher Raum auch über UKW auf 89,4 MHz, im Weißenburger Raum auf 88,5 MHz und im Rothenburger Raum auf 104,7 und 100,8 MHz empfangen werden. Radio 8 erreicht im Durchschnitt 50.000 Personen/Tag, von denen die meisten über 25 Jahre alt sind. Radio 8 kann auch als Live-Stream bei verschiedenen Anbietern im Internet gehört werden.
Der Name des Senders leitet sich ab von der „Region 8“ (Westmittelfranken), in welcher der Sender über UKW vorrangig zu empfangen ist (siehe Planungsregionen in Bayern).

## Empfang
| Empfangsgebiet/Senderstation                                      | Kanal/Frequenz | Sendeleistung |
| ----------------------------------------------------------------- | -------------- | ------------- |
| DAB+                                                              |                |               |
| Nürnberg, Fürth, Erlangen (Fernmeldeturm Nürnberg)                | 8C             | 10 kW         |
| Ansbach, Neustadt an der Aisch, Bad Windsheim (Sender Büttelberg) | 8C             | 25 kW         |
| Landkreis Nürnberger Land, Roth (Sender Dillberg)                 | 8C             | 10 kW         |
| Landkreis Weißenburg-Gunzenhausen (Sender Hesselberg)             | 8C             | 10 kW         |
| Rothenburg ob der Tauber                                          | 8C             | 2,5 kW        |
| Treuchtlingen                                                     | 8C             | 2 kW          |
| Weißenburg in Bayern                                              | 8C             | 6,3 kW        |
| UKW                                                               |                |               |
| Weißenburg in Bayern (Sender Wülzburg)                            | 88,5 MHz       | 0,05 kW       |
| Wassertrüdingen (Hesselberg)                                      | 89,1 MHz       | 0,1 kW        |
| Ansbach (Sender Ansbach-Ludwigshöhe)                              | 89,4 MHz       | 0,5 kW        |
| Dinkelsbühl                                                       | 89,8 MHz       | 0,1 kW        |
| Gunzenhausen (Sender Wasserturm Gräfensteinberg)                  | 90,3 MHz       | 0,1 kW        |
| Neustadt an der Aisch (Sender Wasserturm Häckerwald)              | 90,4 MHz       | 0,2 kW        |
| Feuchtwangen                                                      | 97,3 MHz       | 0,3 kW        |
| Burgbernheim                                                      | 100,8 MHz      | 0,1 kW        |
| Rothenburg ob der Tauber (Sender Leuzhof)                         | 104,7 MHz      | 0,05 kW       |